# Tomasz Tadeusz Nowakowski
Tomasz Tadeusz Nowakowski – polski historyk, prof. dr habilitowany. Wykładowca Uniwersytetu Kazimierza Wielkiego w Bydgoszczy.
Studia historyczne na Uniwersytecie Mikołaja Kopernika w Toruniu ukończył w 1975 r. Doktorat, napisany pod kierunkiem prof. Tadeusza Grudzińskiego, obronił w 1986 r. na Wydziale Humanistycznym Uniwersytetu Mikołaja Kopernika w Toruniu. Habilitację uzyskał w 1999 roku na Wydziale Humanistycznym Wyższej Szkoły Pedagogicznej w Bydgoszczy (obecnie Uniwersytet Kazimierza Wielkiego). Tytuł profesora otrzymał w 2014 r.

## Ważniejsze publikacje
- Małopolska elita władzy wobec rywalizacji o tron krakowski w latach 1288-1306 (1992)
- Idee areng dokumentów książąt polskich do połowy XIII wieku (1999)
- Kazimierz Wielki a Bydgoszcz (2003)
- Źródła Jana Długosza do dziejów Mazowsza XI - XIV wieku. W poszukiwaniu rocznika płockiego (2012)
- Historia kultury umysłowej w Europie wczesnego średniowiecza (476 - ok. 750) (2021)